# Mycalesis sagittigera
Mycalesis sagittigera är en fjärilsart som beskrevs av Hans Fruhstorfer 1908. Mycalesis sagittigera ingår i släktet Mycalesis och familjen praktfjärilar. Inga underarter finns listade i Catalogue of Life.